# Europees topschutter van het seizoen 2011/12
De titel Europees topschutter van het seizoen 2011/12, ook wel bekend als de Gouden Schoen, werd gewonnen door de Argentijn Lionel Messi, spelend voor FC Barcelona, met een recordaantal doelpunten (50). Voor Messi is dit zijn tweede Gouden Schoen, na die van het seizoen 2009/10.
Sinds het seizoen 1996/97 gaat de titel Europees topschutter van het seizoen niet meer automatisch naar de speler met de meeste doelpunten. De verschillende competities worden ingedeeld volgens de UEFA-coëfficiënten. De vijf sterkste competities (tot 1999/00 de sterkste acht) hebben een vermenigvuldigingsfactor twee. Competities 6 t/m 22 (tot 1999/00 21) factor 1,5 en de rest heeft factor 1. Daardoor kan het gebeuren dat een speler uit een zwakkere competitie meer doelpunten heeft gescoord dan de winnaar van de Gouden Schoen.

## Eindstand Gouden Schoen seizoen 2011/12
| Plaats | Speler                | Goals | Waarde  | Punten | Club                     |
| ------ | --------------------- | ----- | ------- | ------ | ------------------------ |
| 1      | Lionel Messi          | 50    | x2      | 100    | FC Barcelona             |
| 2      | Cristiano Ronaldo     | 46    | x2      | 92     | Real Madrid CF           |
| 3      | Robin van Persie      | 30    | x2      | 60     | Arsenal FC               |
| 4      | Klaas-Jan Huntelaar   | 29    | x2      | 58     | FC Schalke 04            |
| 5      | Zlatan Ibrahimović    | 28    | x2      | 56     | AC Milan                 |
| 6      | Wayne Rooney          | 27    | x2      | 54     | Manchester United FC     |
| 7      | Mario Gómez           | 26    | x2      | 52     | FC Bayern München        |
| 8      | Radamel Falcao        | 24    | x2      | 48     | Atlético Madrid          |
| 9      | Burak Yılmaz          | 32    | x1,5    | 48     | Trabzonspor              |
| 10     | Bas Dost              | 32    | x1,5    | 48     | sc Heerenveen            |
| 11     | Aleksandrs Cekulajevs | 46    | x1      | 46     | JK Trans Narva           |
| 12     | Diego Milito          | 23    | x2      | 46     | FC Internazionale Milano |
| 13     | Sergio Agüero         | 23    | x2      | 46     | Manchester City FC       |
| 14     | Edinson Cavani        | 23    | x2      | 46     | SSC Napoli               |
| 15     | Gonzalo Higuaín       | 22    | x2      | 44     | Real Madrid CF           |
| 16     | Robert Lewandowski    | 22    | x2      | 44     | Borussia Dortmund        |
| 17     | Demba Ba              | 22    | x2      | 44     | Newcastle United FC      |
| 18     | Antonio Di Natale     | 21    | x2      | 42     | Udinese                  |
| 19     | Seydou Doumbia        | 28    | x1,5    | 42     | CSKA Moskou              |
| 20     | Karim Benzema         | 21    | x2      | 42     | Real Madrid CF           |
| 21     | Nenê                  | 21    | x2      | 42     | Paris Saint-Germain      |
| 22     | Olivier Giroud        | 21    | x2      | 42     | Montpellier HSC          |
| 23     | Wesley                | 27    | x1,5    | 40,5   | FC Vaslui                |
| 24     | Eden Hazard           | 20    | x2      | 40     | Lille OSC                |
| 25     | Nikica Jelavić        | 14/9  | x1,5/x2 | 39     | Rangers FC / Everton FC  |
| 26     | Rodrigo Palacio       | 19    | x2      | 38     | Genoa CFC                |
| 27     | Luuk de Jong          | 25    | x1,5    | 37,5   | FC Twente                |
| 28     | David Lafata          | 25    | x1,5    | 37,5   | FK Baumit Jablonec       |
| 29     | Sanharib Malki        | 25    | x1,5    | 37,5   | Roda JC Kerkrade         |
| 30     | Marco Reus            | 18    | x2      | 36     | Borussia Mönchengladbach |

Vetgedrukt: Nederlandse en Belgische clubs en spelers.
1968/69 ·
1969/70 ·
1970/71 ·
1971/72 ·
1972/73 ·
1973/74 ·
1974/75 ·
1975/76 ·
1976/77 ·
1977/78 ·
1978/79 ·
1979/80 ·
1980/81 ·
1981/82 ·
1982/83 ·
1983/84 ·
1984/85 ·
1985/86 ·
1986/87 ·
1987/88 ·
1988/89 ·
1989/90 ·
1990/91 ·
1991/92 ·
1992/93 ·
1993/94 ·
1994/95 ·
1995/96 ·
1996/97 ·
1997/98 ·
1998/99 ·
1999/00 ·
2000/01 ·
2001/02 ·
2002/03 ·
2003/04 ·
2004/05 ·
2005/06 ·
2006/07 ·
2007/08 ·
2008/09 ·
2009/10 ·
2010/11 ·
2011/12 ·
2012/13 ·
2013/14 ·
2014/15 ·
2015/16 ·
2016/17 ·
2017/18 ·
2018/19